# 違法伐採
違法伐採とは、原産国・地域の法令に違反して実施される森林の伐採である。

## 概要
熱帯雨林の減少の要因としてこれまでもたびたび主要国首脳会議での議題に上るように国際的な問題になっている。インドネシアでは伐採木材の73％が違法と推定され、主要熱帯木材生産国で生産される木材の50％～90％が違法伐採によるもので、世界全体でも15％～30％が違法伐採であるとの推計(2012年)がある。供給する側だけでなく、購入する側にも一因があるとされる。
東南アジア(インドネシア、マレーシア等)、ロシア(ロシア極東地域等)、アフリカ(カメルーン、ガボン、コンゴ等コンゴ川流域)、ブラジル(アマゾン川流域が違法伐採の拠点として挙げられる。
違法伐採には所有権や伐採権のない森林の伐採である"盗伐"や森林保護地域での伐採や伐採の許可を受けても伐採許可量を超過した伐採や国際条約で保護された樹種の伐採や書類の偽造による取引、密輸など、許可条件に違反して行われる場合も違法伐採に含まれる。
国連環境計画(UNEP)の警告では緊急に手を打たなければスマトラとボルネオの天然熱帯雨林は2022年までに98％が姿を消すといわれており、南米アマゾンでは、1時間毎にサッカー場150個分もの森林が消失しているという報告もある。
1998年のG8外相会合及び首脳会合では、世界の森林に関する行動計画である「G8森林行動プログラム」が合意され、九州・沖縄サミット(2000年)では違法伐採に対処するための最善の方法につき検討する旨の首脳声明が採択され、2002年には違法伐採対策を含む最終報告書が取りまとめられ、2005年のグレンイーグルズ・サミットでは、違法伐採対策を推進することが合意された。
森林認証制度(FSC、PEFC、SGEC等)がある。